# Me and My Drum
Me and My Drum är en låt av Teron Beal, Patrik Magnusson, Johan Ramström och Swingfly som framfördes av Swingfly i Melodifestivalen 2011 tillsammans med Christoffer Hiding och Beatrice Hammerman. Låten kom tvåa i sin deltävling och gick vidare till final i Globen.
Låten testades på Svensktoppen, och tog sig in den 17 april 2011. Där låg den sedan i 10 veckor fram till 19 juni samma år, innan den lämnade listan.

## Listplaceringar
| Lista (2011) | Topplacering |
| ------------ | ------------ |
| Sverige      | 2.           |

### Fotnoter
1. ↑  Gustav Dahlander. "Swingfly planerar förändringar efter jätteskrällen i Melodifestivalen 2011 Arkiverad 9 februari 2011 hämtat från the Wayback Machine.", Poplight (poplight.zitiz.se), 5 februari 2011. Läst den 6 februari 2011.
2. ↑  ”Svensktoppen”. 17 april 2011. http://sverigesradio.se/sida/topplista.aspx?programid=2023&date=2011-04-17. Läst 22 maj 2011.
3. ↑  ”Svensktoppen”. 19 juni 2011. http://sverigesradio.se/sida/topplista.aspx?programid=2023&date=2011-06-19. Läst 27 juni 2011.
4. ↑  ”Svensktoppen”. 26 juni 2011. http://sverigesradio.se/sida/topplista.aspx?programid=2023&date=2011-06-26. Läst 27 juni 2011.
5. ↑  Listplacering Arkiverad 26 oktober 2012 hämtat från the Wayback Machine.